# Prêmio Açorianos de 1987
A décima primeira edição do Prêmio Açorianos ocorreu em 1987 em Porto Alegre e premiou unicamente destaques do setor de arte dramática.

## Premiação[3]
Melhor diretor: Maria Helena Lopes
Melhor ator: Roberto Oliveira
Melhor atriz: Rosângela Batistela (Um beijo, um abraço, um aperto de mão)
Melhor ator coadjuvante: Marco Fronckowiak (O ferreiro e a morte)
Melhor atriz coadjuvante: Ângela Gonzaga (Peer Gynt, o imperador de si mesmo)
Melhor espetáculo: Ostal
Melhor figurino: Antônio Barth , Coca Serpa, Leila Epellet, Rosângela Cortinhas e Grupo Tear
Melhor cenário e produção: Tribo de Atuadores Ói Nóis Aqui Traveiz
Melhor trilha sonora original: Ricardo Severo

### Menção honrosa
- Marlene Goidanich – pelo trabalho de preparação vocal em O império da cobiça
- Gato Larsen - pelo espetáculo de dança Só um homem só
- Grupo Balleto - pela contribuição à renovação do movimento de dança no Rio Grande do Sul
- Espetáculo de dança e teatro Safo, de Elis Produções
- Hamlet Machine - pela revelação de Mirian Amaral como diretora
- Marga Ferreira – pelo trabalho de iluminação da peça A sétima lua